# Hill City (Minnesota)
Hill City – miasto w Stanach Zjednoczonych, w stanie Minnesota, w hrabstwie Aitkin.